# DSVII
DSVII (abbreviazione di Digital Shades Vol. II) è l'ottavo album in studio del gruppo musicale francese M83, pubblicato il 20 settembre 2019 per le etichette Naïve Records e Mute Records.

## Descrizione
Si tratta del sequel dell'album Digital Shades Vol. 1, pubblicato nel 2007.
Anthony Gonzalez ha dichiarato che l'album è stato ispirato giocando ai videogiochi degli anni ottanta mentre si trovava a Cap d'Antibes in Francia nel 2017, descrivendo i giochi della vecchia scuola come «ingenui e toccanti» e «semplici e imperfetti». Inoltre, è stato influenzato dalle colonne sonore dei film di fantascienza e fantasy del decennio, così come dalla musica con sintetizzatori di artisti come Suzanne Ciani, Mort Garson, Brian Eno e John Carpenter.
Gonzalez ha registrato l'album tra il 2017 e il 2018, utilizzando esclusivamente apparecchiature analogiche. Ha diviso le sessioni tra il suo studio a Los Angeles e lo studio del produttore Justin Meldal-Johnsen a Glendale, in California.

## Tracce
1. Hell Riders – 6:47
2. A Bit of Sweetness – 3:36
3. Goodbye Captain Lee – 2:25
4. Colonies – 4:37
5. Meet the Friends – 3:02
6. Feelings – 3:55
7. A Word of Wisdom – 1:42
8. Lune de Fiel – 3:43
9. Jeux d'enfants – 2:08
10. A Taste of the Dusk – 3:51
11. Lunar Son – 2:45
12. Oh Yes You're There, Everyday – 5:05
13. Mirage – 2:46
14. Taifun Glory – 3:14
15. Temple of Sorrow – 7:04